# 須摩洋朔
須摩 洋朔（すま ようさく、1907年（明治40年）9月1日 - 2000年（平成12年）3月30日）は、日本の陸軍軍人、陸上自衛官、作曲家、指揮者、トロンボーン奏者。最終階級は帝国陸軍では陸軍軍楽大尉、陸自では1等陸佐。石川県羽咋郡富来町（現志賀町）出身。別名は明石丈夫（あかしたけお）、築地洋（つきじひろし）、七海富夫。
戦前は帝国陸軍において軍楽兵の道を歩み、「南方軍軍楽隊隊長」として太平洋戦争（大東亜戦争）終戦を迎えた。戦後は「日本交響楽団（現：NHK交響楽団）」のトロンボーン奏者を経て、「警察予備隊総隊総監部仮分遣隊」・「保安隊音楽隊」・「陸上自衛隊中央音楽隊」の創設に尽力、これらの初代隊長を務め、また多くの自衛隊制式曲を作曲した。

## 略歴

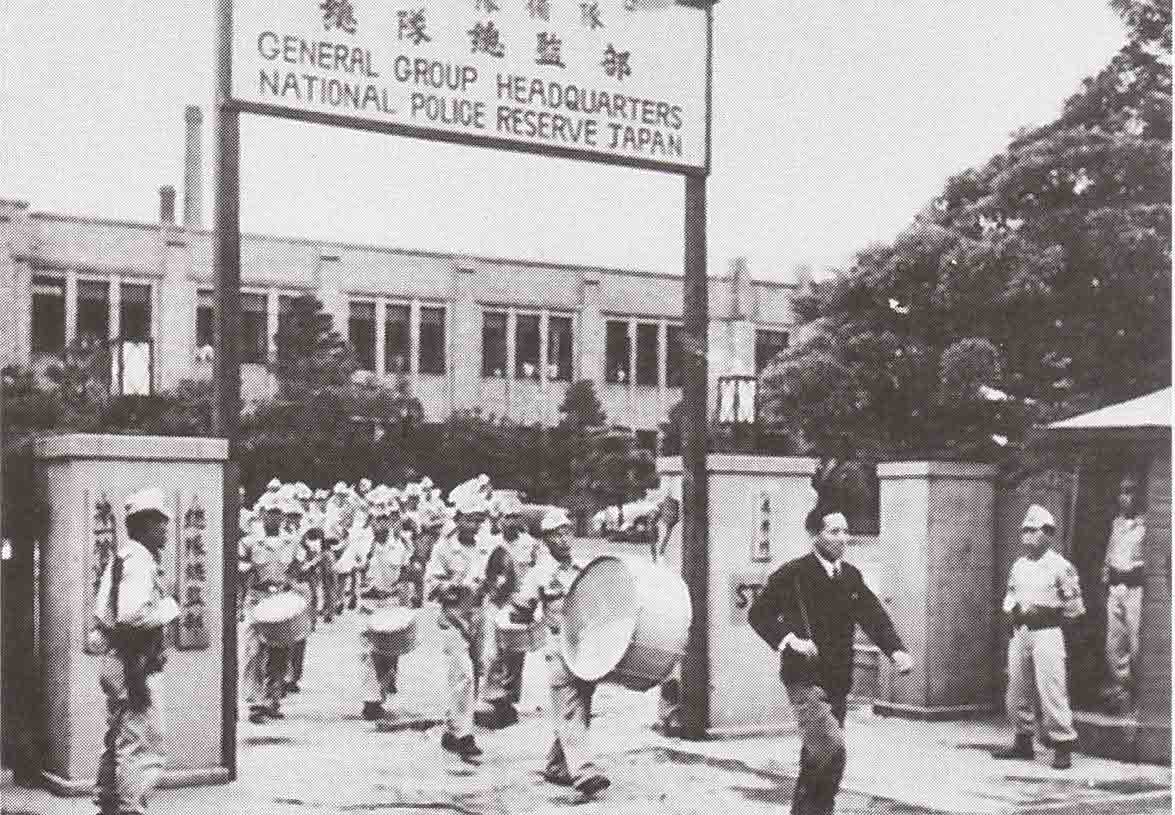
発足間もない1951年当時の警察予備隊総隊総監部仮分遣隊（警察予備隊音楽隊、のちの陸上自衛隊中央音楽隊）。指揮を執る先頭が同隊長の須摩洋朔

1925年（大正14年）、陸軍戸山学校入校。同校を首席で卒業し「陸軍戸山学校軍楽隊」トロンボーン奏者として従事。1942年（昭和17年）7月、「南方軍軍楽隊」（隊長：大沼哲）が編成された際、その一員として加わった。泰緬鉄道開通式などに参加の後、1944年（昭和19年）9月24日に在セレベス島の第2方面軍にて「第2方面軍軍楽隊」が「中支那派遣軍軍楽隊」の隊員を基幹として南京で編成されると、その隊長に任ぜられた（「第2方面軍軍楽隊長」）。しかし、フィリピンのマニラに到着後の1945年（昭和20年）1月13日に爆撃で負傷する（フィリピン防衛戦）。セレベス方面への交通が困難になり、また1944年10月18日に大沼以下中心の南方軍軍楽隊員29名全員が戦死していたこともあり、基隆経由で南方軍総司令部のあるサイゴンに移動した。移動後、1945年3月にフランス領インドシナのフランス軍武装解除（明号作戦）の際にはフランス軍軍楽隊の接収に従事。5月、「第2方面軍軍楽隊」の一部と「緬甸方面軍軍楽隊」が合同し、「南方軍軍楽隊」が再建された際にはその副隊長（「南方軍軍楽隊副隊長」、当時の隊長は有井長雄）、のちにはその隊長（「南方軍軍楽隊隊長」）となり、敗戦を迎えた。
戦後、「日本交響楽団（現：N響）」のトロンボーン奏者（ソリストでもあった）を経て、1951年（昭和26年）に警察予備隊の音楽隊たる「警察予備隊総隊総監部仮分遣隊」（1952年（昭和27年）に「保安隊音楽隊」、1954年（昭和29年）に「陸上自衛隊中央音楽隊」と改称）を創設、これらの初代隊長となる。陸自では中央音楽隊長として「大空」・「祝典ギャロップ」・栄誉礼冠譜「栄光」（旧制式）・「巡閲の譜」および各種らっぱ譜などを作曲。「大空」・「祝典ギャロップ」は公式行進曲として観閲式、「巡閲の譜」は自衛隊の制式儀礼曲として栄誉礼、各種らっぱ譜は現在においても自衛隊で広く用いられている。
1960年（昭和35年）、ローマオリンピック視察団に加わりヨーロッパ各国の軍楽隊を訪問。1961年（昭和36年）11月に初来日したフランスの「ギャルド・レピュブリケーヌ吹奏楽団」の客演指揮を務める。1962年（昭和37年）9月、陸上自衛隊を1等陸佐で退官し、武蔵野音楽大学の講師となる。1964年（昭和39年）の東京オリンピックでは音楽演出を担当、表彰式の国旗掲揚用に出場国の国歌を18秒ずつに編曲した。
2000年（平成12年）3月30日、死去。

## 陸上自衛隊中央音楽隊初代隊長
1951年4月、警察予備隊に音楽隊を設置することが決まり（警察予備隊自体は前年1950年（昭和25年）8月10日発足）、「音楽隊設置要綱」が決定されると同時にこの楽長として採用されたのが当時N響の奏者であった元陸軍軍楽大尉須摩洋朔であった。音楽隊員選考に関しては須摩自らが試験問題を作成し45名を採用（応募者599名中）、同年6月2日に「警察予備隊総隊総監部仮分遣隊」の正式名称で警察予備隊音楽隊が編成された。早くも2ヵ月後の8月10日には、流行歌手伊藤久男をゲストに迎え初の公式演奏会「創立一周年記念 警察予備隊歌発表会」を挙行、さらに9月5日からは全国各地を巡る演奏ツアーを行った。なお、終戦時に帝国陸軍の現役将校であった須摩は公職追放の対象となっており、公職追放が解除されるまでは非隊員の「講師」として、私服を着用して音楽隊の指揮統率を行っていた 。
1952年6月7日、「音楽隊創設一周年記念 音楽祭」開催。本音楽祭では「大空」（須摩作曲）が演奏されるとともに、これは後にも続く定期演奏会の第1回となった。同年8月10日の警察予備隊2周年記念式典では儀礼曲「栄誉礼：栄光」および「巡閲の譜」（須摩作曲）を初発表。10月15日、警察予備隊は保安隊へと改変、11月23日に「警察予備隊総隊総監部仮分遣隊」は「保安隊音楽隊」に改称。さらに1954年7月1日の自衛隊への改変に合わせ、9月10日に「陸上自衛隊中央音楽隊」が編成完結した。須摩は引き続き「保安隊音楽隊」を経た「陸上自衛隊中央音楽隊」の初代隊長として 1962年9月1日に1等陸佐で離任・退官するまでこの職を務めている。

## 主な作品

### 作曲
- 行進曲「大空」 - 陸上自衛隊制式行進曲。第4回全日本吹奏楽コンクール一般・大学の部課題曲
- 祝典ギャロップ - 陸上自衛隊制式行進曲、車両部隊観閲行進時に演奏（徒歩部隊観閲行進時演奏は「陸軍分列行進曲」）。間奏では帝国陸軍の「君が代」のらっぱ譜のアレンジを使用[5]。2018年に岩渕陽介作曲「新車両行進曲『陽光を背に』」が発表されて以降も、地方の駐屯地で引き続き演奏されている。
- 栄誉礼冠譜「栄光」 - 1986年（昭和61年）まで使用されていた陸海空自衛隊制式儀礼曲。現在は黛敏郎作曲の栄誉礼冠譜「祖国」を使用
- 巡閲の譜 - 陸海空自衛隊制式儀礼曲
- 防衛大学校 学生歌
- 各種らっぱ譜 「起床」「点呼」「食事」[6]「会報」「課業（状況）開始」「課業（状況）終了」「消灯（弔銃）」「気をつけ」「休め」 - 陸上自衛隊制式らっぱ譜[7]
- 鬨の声 - 戦後「歓声」に改題されて吹奏楽コンクールの課題曲に
- 戦陣訓の歌
- 皇軍の精華 - 第2回全日本吹奏楽コンクール課題曲
- 壮行譜
- 少年旗手
- 噫呼聖断は降りたり - 終戦直後に作られた軍歌、作詞は喜多紀世雄[8]
- ユエの流れ（筒美京平と合作）
- 金沢工業大学校歌
- 金沢工業大学第二学園歌（金沢工業大学附属高等学校校歌）
- 富来高等学校校歌
- 富来中学校校歌
- 行進曲 「愛国」（斉藤丑松による行進曲「愛国」および瀬戸口藤吉の愛国行進曲とは別曲。）
- 歌の玉手箱
- 隊歌「久遠の平和」
- 隊歌「希望はるけく」
- 空挺隊の歌 「空に降る雪」
- 国民歌 「日本の誓い」
- 主題と変奏
- 讃歌「萬世太平の曲」
- 合唱「あの日の限り」
- 合唱「栄光あれ自衛隊」
- 交響詩曲「蘇生」
- 行進曲「伸びゆく日本」
- ファンファーレ
- 新潟国体行進曲
- 狭山市立入間中学校校歌

### 編曲
- 愛馬進軍曲（原曲・新城正一「愛馬進軍歌」）
- 日本民謡お国めぐり